# 塔基奧鎮區 (密蘇里州艾奇遜縣)
塔基奧鎮區（英語：Tarkio Township）是位於美國密蘇里州艾奇遜縣的一個行政鎮區。

## 地方資料
塔基奧鎮區的面積為121.14平方千米，當中陸地面積為124.05平方千米，而水域面積為0.09平方千米。根據2020年美國人口普查的數據，當地共有人口1626人，而人口密度為每平方千米13.42人。